# 科尔特德佩莱亚斯
科尔特德佩莱亚斯，是西班牙埃斯特雷马杜拉巴达霍斯省的一个市镇。总面积42平方公里，总人口1294人（2001年），人口密度31人/平方公里。